# Epitonium latifasciatum
Epitonium latifasciatum is een slakkensoort uit de familie van de Epitoniidae. De wetenschappelijke naam van de soort is voor het eerst geldig gepubliceerd in 1874 door Sowerby II.